# Пусть свищут пули, льётся кровь
«Пусть сви́щут пу́ли, льётся кровь…», также «Песня Алексе́евского полка́», «Алексеевский марш»,"Марш Алексеевского полка", «Песня Алексеевского полка», «Алексеевская» и др. — военно-патриотическая песня периода Первой мировой войны и Гражданской войны в России.
Написана в 1915 году, автор слов и музыки — штабс-капитан Иван Новгород-Северский. Первоначально получила популярность в гимназической и студенческой среде, затем с 1918 года стала гимном Алексеевских частей Добровольческой армии.

## История создания
Иван Новгород-Северский окончил военное училище в Иркутске. В Первой мировой войне участвовал в звании штабс-капитана. В 1915 году он написал слова песни.
Патриотический порыв первых месяцев после начала Первой мировой войны в августе 1914 года, постепенно остывал в российском обществе. При этом исследователь Р. И. Фархетдинов пишет, что патриотические песенники выходили вплоть до 1916 года, и спрос на них поддерживался, как минимум, штабными и образовательными учреждениями. Автор предполагает, что в 1918 году некоторые песни из таких песенников, примером которых он приводит песню «Пусть свищут пули, льётся кровь» Новгород-Северского, «были популярны в белогвардейских частях, сформированных из гимназистов и студентов, которые судили о песнях, подходящих для войны, в том числе и по песенникам».

## Заимствования
В научной и публицистической литературе представлена версия, что музыка данной песни была позаимствована идеологическим противником Добровольческой армии в Гражданской войне в России и легла в основу красноармейской песни «Наш паровоз»:7.

## Оценки
Главный научный сотрудник отдела социологии, психологии и педагогики детского чтения Российской государственной детской библиотеки, кандидат психологических наук Оксана Кабачек пишет, что в данной песне представлены «все три реальности» того времени: первой является Святая Русь, определяемая идеалом; второй — пришедший ужас Гражданской войны, «особенно ярко проступающий в фабульном слое затекста»; третьей реальностью выступает благополучное, не разворошённое прошлое, в лице вспоминаемых семейств:7—8.
Кандидат культурологии Елена Бородина считает, что в «Марше Алексеевского полка» Добровольческой армии «Пусть свищут пули, льётся кровь» ярко отражена тема борьбы за Россию, родную землю. Автор пишет, что эта военно-патриотическая песня пронизана духом патриотизма, и она «вселяла в людей надежду на восстановление свергнутого революцией прежнего строя»:14.

## Текст песни
Пусть свищут пули, льётся кровь,
Пусть смерть несут гранаты, —
Мы смело двинемся вперёд,
Мы — русские солдаты!
В нас дух отцов-богатырей,
И наше дело — право.
Сумеем честь мы защитить
И умереть со славой:143
Не плачь о нас, Святая Русь,
Не надо слёз, не надо,
Молись о павших и живых,
Молитва — нам награда!
Мужайтесь матери, отцы,
Терпите жёны, дети,
Для блага Родины своей
Забудем всё на свете.
Вперёд же, братья, на врага,
Вперёд, полки лихие!
Господь за нас, мы победим!
Да здравствует Россия!:14